# Dave Willis (comediante)
Dave Willis (1895 – 1 de enero de 1973) fue un actor y comediante de nacionalidad británica.
Nacido hacia el año 1895, su nombre completo era David Williams, y fue una importante estrella del music hall de las décadas de 1930 y 1940 en Glasgow, Escocia. El actor Jerry Desmonde actuaba como su compañero.
A finales de los años treinta rodó dos filmes de los Estudios Welwyn actuando junto a Patricia Kirkwood. Su hijo, Denny Willis, fue también artista de music hall, e incorporó a sus espectáculos varios de los números que interpretaba su padre.
Dave Willis falleció en 1973 en Peebles, Escocia.

## Filmografía
- Save a Little Sunshine (1938)
- Me and My Pal (1939)
- Slick Tartan (1949, corto)